# Кашида
Каши́да (перс. کشیده‎ — длинный, вытянутый, протянутый), или татви́ль (араб. تطويل‎ taṭwīl — удлинять), — вариант выключки по формату в рукописных письмах в арабской вязи или похожих письменностях. В неслитном письме используется разрядка букв, то есть увеличение интервала между буквами. В слитной письменности, вроде вязи, используется удлинение некоторых букв при помощи кашиды.
Сравнение арабских слов с кашидой и без:
| Слово    | Перевод     | Без   | С кашидой   |
| -------- | ----------- | ----- | ----------- |
| al-ḥamdu | похвала     | الحمد | الحمــــــد |
| Raħīm    | милосердный | رحيم  | رحــــــيم  |
| marħaba  | привет      | مرحبا | مرحبــــا   |

Правильным проставлением кашиды занимается микротипографика. Определённых правил использования кашиды не существует, и часто сложно понять, после какого символа приоритетнее ставить данный символ.

## Символ
В Юникоде кашида называется arabic tatweel (арабский татвиль) и определена как U+0640 (ـ) в блоке «Арабское письмо» (англ. Arabic). Может вставляться в текст для указания предпочтительных мест удлинения связки. При помощи средств разметки текста, таких как CSS, позволяет указывать, в каких пропорциях удлинение строк должно происходить за счёт кашиды по сравнению с расширением межсловных пробелов. Арабский татвиль — один из глифов, использующихся для варьирования длины текста в шрифте.
Кашида также определена в семибитном ASMO 449 и восьмибитном ISO 8859-6.
В классической персидской раскладке клавиатуры кашиду можно набрать, зажав клавиши ⇧ Shift+-, в стандартной арабской ⇧ Shift+ت (соответствует ⇧ Shift+J раскладки QWERTY).

## Использование
В дополнение к межбуквенному интервалу и выравниванию, каллиграфы также используют кашиду, когда они хотят что-либо акцентировать или подчеркнуть, а также для декорации в названиях книг или глав. Например, названия глав в Коране часто пишутся с кашидой. В современной арабской математической нотации кашида появляется в некоторых символах операций, которые должны растягиваться, чтобы вместить соответствующее содержимое выше или ниже.
Также кашида используется на картах, в названиях протяжённых или узких объектов, таких как горный хребет.
Иногда, при проставлении и отделении огласовок, ставится кашида.
Кашида обычно появляется только в одном слове в строке и с одной буквой в слове. Кроме того, специалисты рекомендуют использовать кашиду только между определёнными комбинациями букв (обычно теми, которые не могут сформировать лигатуру). Некоторые каллиграфы, которым платили за страницу текста, использовали чрезмерное количество кашид, чтобы растянуть содержимое текста на большее количество страниц.